# Mikałaj Sluńkou
Mikałaj Mikitawicz Sluńkou (biał. Мікалай Мікітавіч Слюнькоў; ros. Николай Никитович Слюньков, Nikołaj Nikitowicz Sluńkow; ur. 26 kwietnia 1929 w miejscowości Haradziec k. Rohaczowa, zm. 9 sierpnia 2022) – białoruski i radziecki działacz komunistyczny, przywódca Komunistycznej Partii Białorusi (1983–1987), sekretarz KC KPZR (1987–1990).

## Życiorys
W 1950 roku skończył technikum motoryzacyjne w Mińsku, a w 1962 roku Białoruski Instytut Mechanizacji Rolnictwa. Od 1954 roku członek partii komunistycznej, w latach 1960–1965 dyrektor mińskiego zakładu produkcji części do traktorów, później do 1972 roku dyrektor fabryki traktorów w Mińsku. W latach 1972–1974 I sekretarz Komitetu Miejskiego partii komunistycznej w Mińsku, a od 1974 do 1983 zastępca przewodniczącego Państwowej Komisji Planowania Gospodarczego ZSRR. Od 13 stycznia 1983 roku do 6 lutego 1987 roku I sekretarz KP Białorusi. Od 6 marca 1986 do 26 czerwca 1987 kandydat na członka Biura Politycznego KC KPZR, zaś od 28 stycznia 1987 do 14 lipca 1990 sekretarz KC KPZR, w latach 1987–1988 kierownik Wydziału Ekonomicznego KC KPZR. W latach 1988–1990 przewodniczący Komisji KC KPZR ds. polityki społeczno-gospodarczej. Od 1990 roku na emeryturze.

## Odznaczenia i nagrody
- Bohater Pracy Socjalistycznej (1974)
- Order Lenina (dwukrotnie)
- Nagroda Państwowa ZSRR (1971)